# Сезонна їжа
Сезонна їжа стосується періодів року, коли врожай або смак певного виду їжі свого піка. Зазвичай це час збору врожаю, за деякими винятками; наприклад, солодка картопля, яку найкраще їсти через кілька тижнів після збору врожаю. Сезонна їжа зменшує викиди парникових газів від споживання їж та є невіддільною  частиною низьковуглецевої дієти. Макробіотичні дієти наголошують на вживанні сезонних продуктів місцевого виробництва.

## Історія
Сезонна їжа Кореї формувалася на тлі природного середовища, де були очевидні зміни в сільськогосподарському житті та чотири сезони, і відрізнялася залежно від невдач, на які впливало різне географічне середовище. На противагу цьому, літній раціон складався із зеленої квасолі, редиски, салату, цикорію, баклажанів, моркви, огірків, корнішонів, крес-салату, кабачків, кабачків і рису. М'ясо, що супроводжувало ці овочі, складалося переважно з м'яса птиці, страусів та яловичини. Фруктові десерти включали такі фрукти, як лимон, айва, нектарини, шовковиця, вишні, сливи, абрикоси, виноград, гранати, кавун, груші, яблука і дині. З напоїв переважали сиропи та джеми. Фруктові пастили, лимон, троянда, жасмин, імбир і фенхель.
Восени до раціону входили капуста, цвітна капуста, морква, селера, гарбуз, пшениця, ячмінь, просо, ріпа, пастернак, цибуля, жолуді, арахіс, бобові та оливкова олія. До напоїв додавали ароматичні трави та квіткові дистиляції ефірних олій.
У цифрову епоху додатки та вебсайти відстежують сезонні продукти харчування

## Вплив клімату
Використання продуктів харчування відповідно до їх сезонної доступності може зменшити викиди парникових газів, що виникають внаслідок споживання їжі (продовольчі милі). Згідно з дослідженням 2021 року, проведеним за підтримки Організації Об'єднаних Націй, понад третина світових викидів парникових газів припадає на виробництво, перероблювання та пакування харчових продуктів.

## Галерея

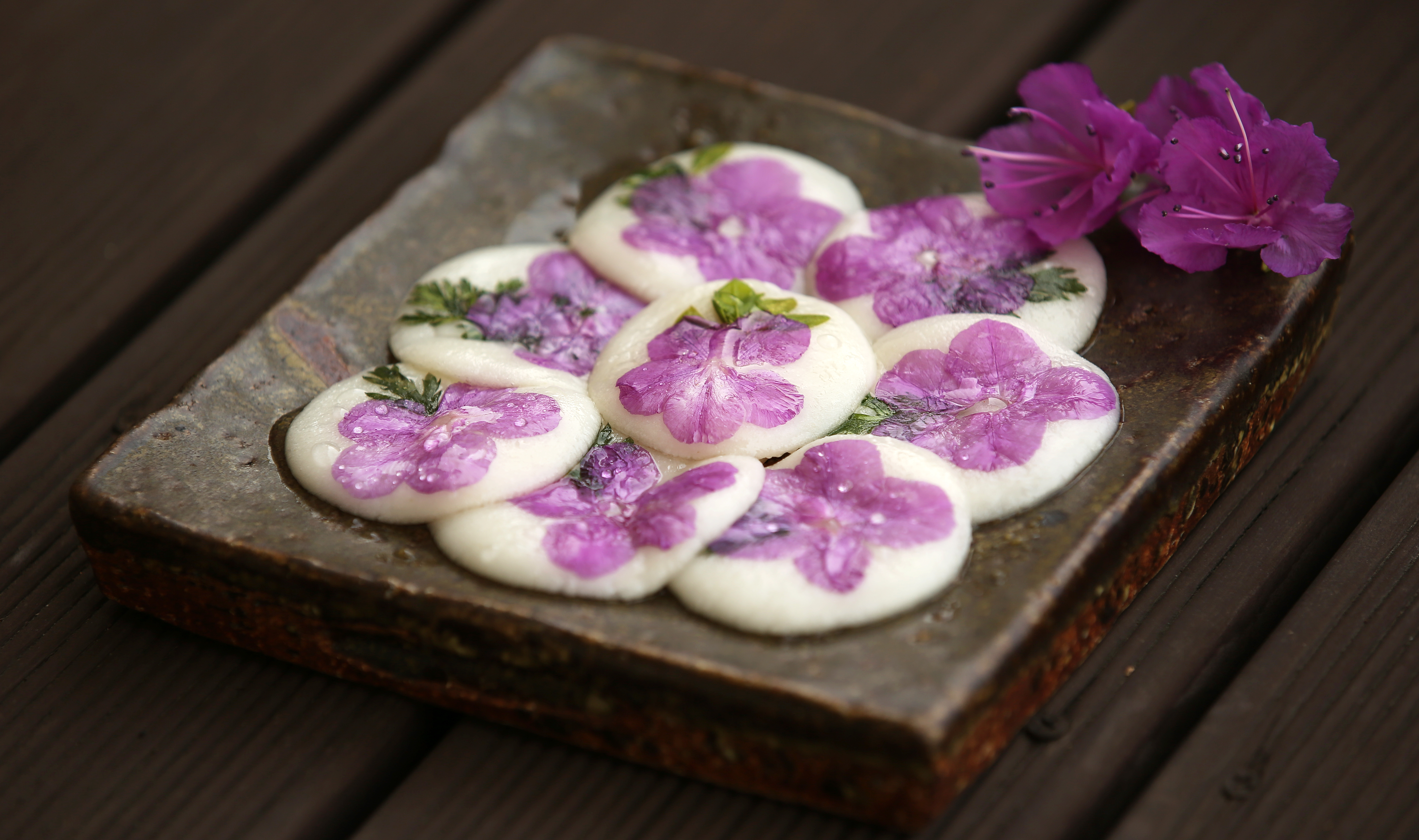
Хваджон (квіткові тістечка), виготовляються на весні з використанням пелюстків рододендрона
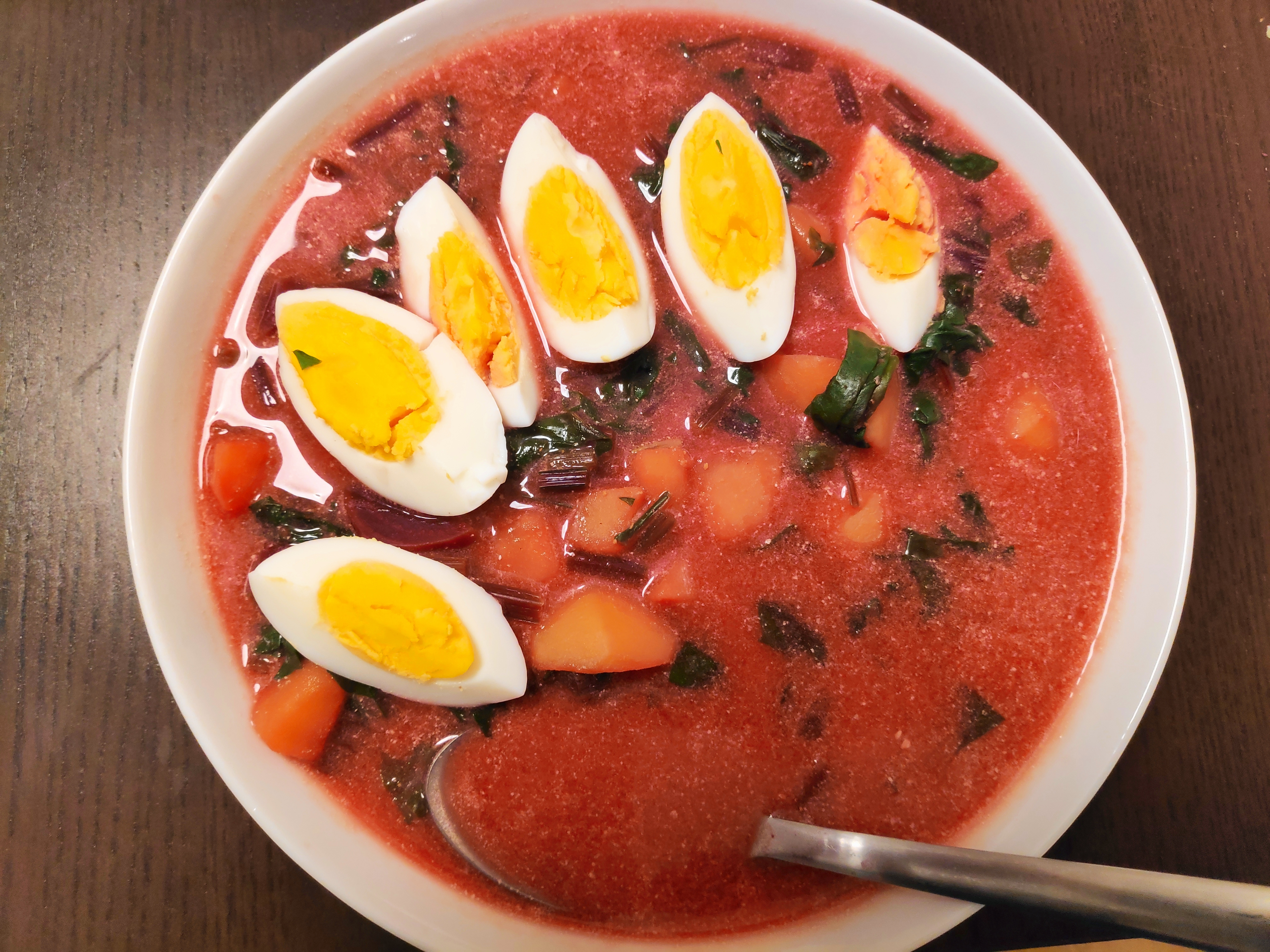
Ботвінка, суп з бурякового листя, типовий для пізньої весни з польської кухні
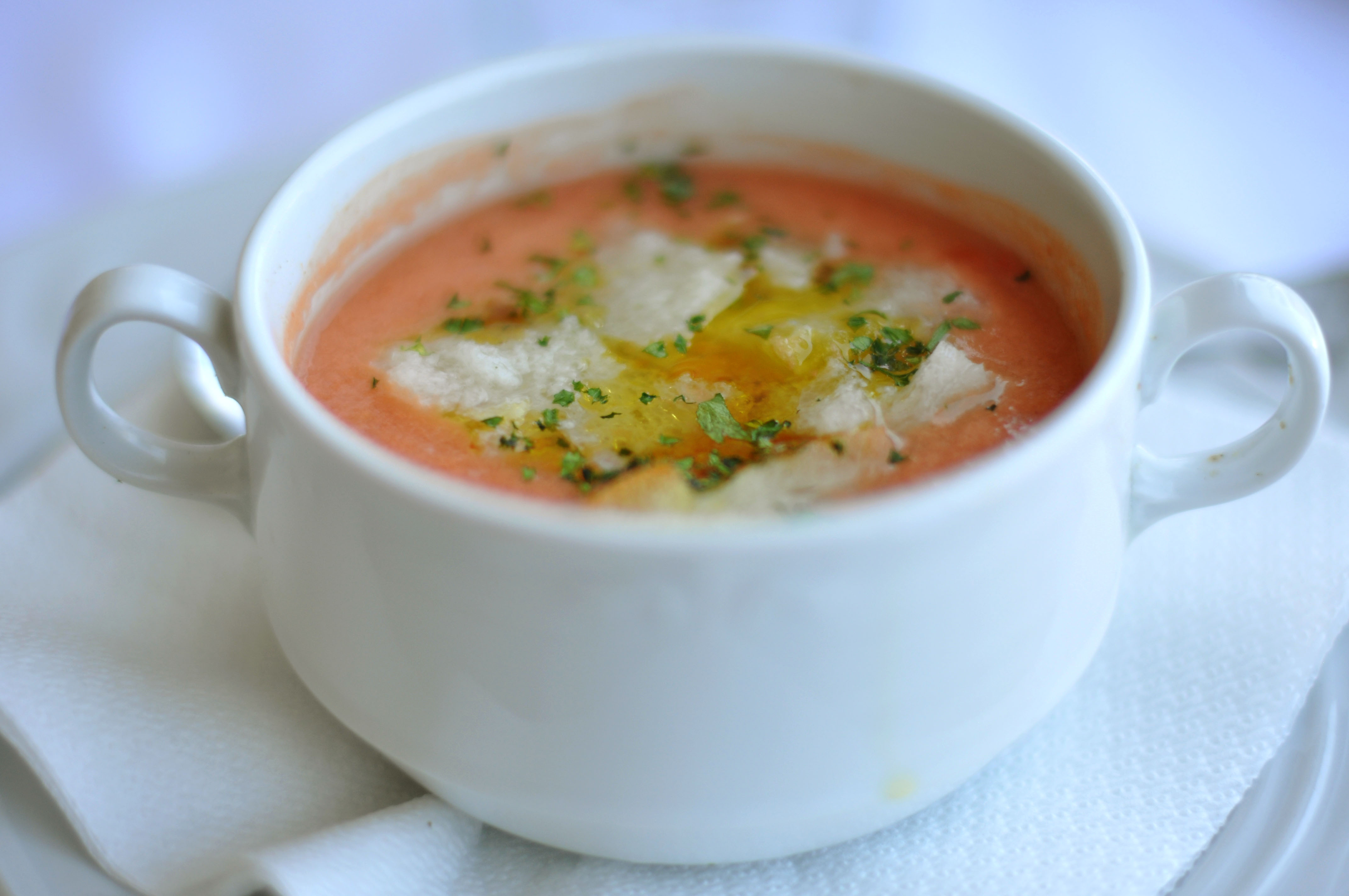
Гаспачо, літній суп із сирих овочевих сумішей, який подається холодним
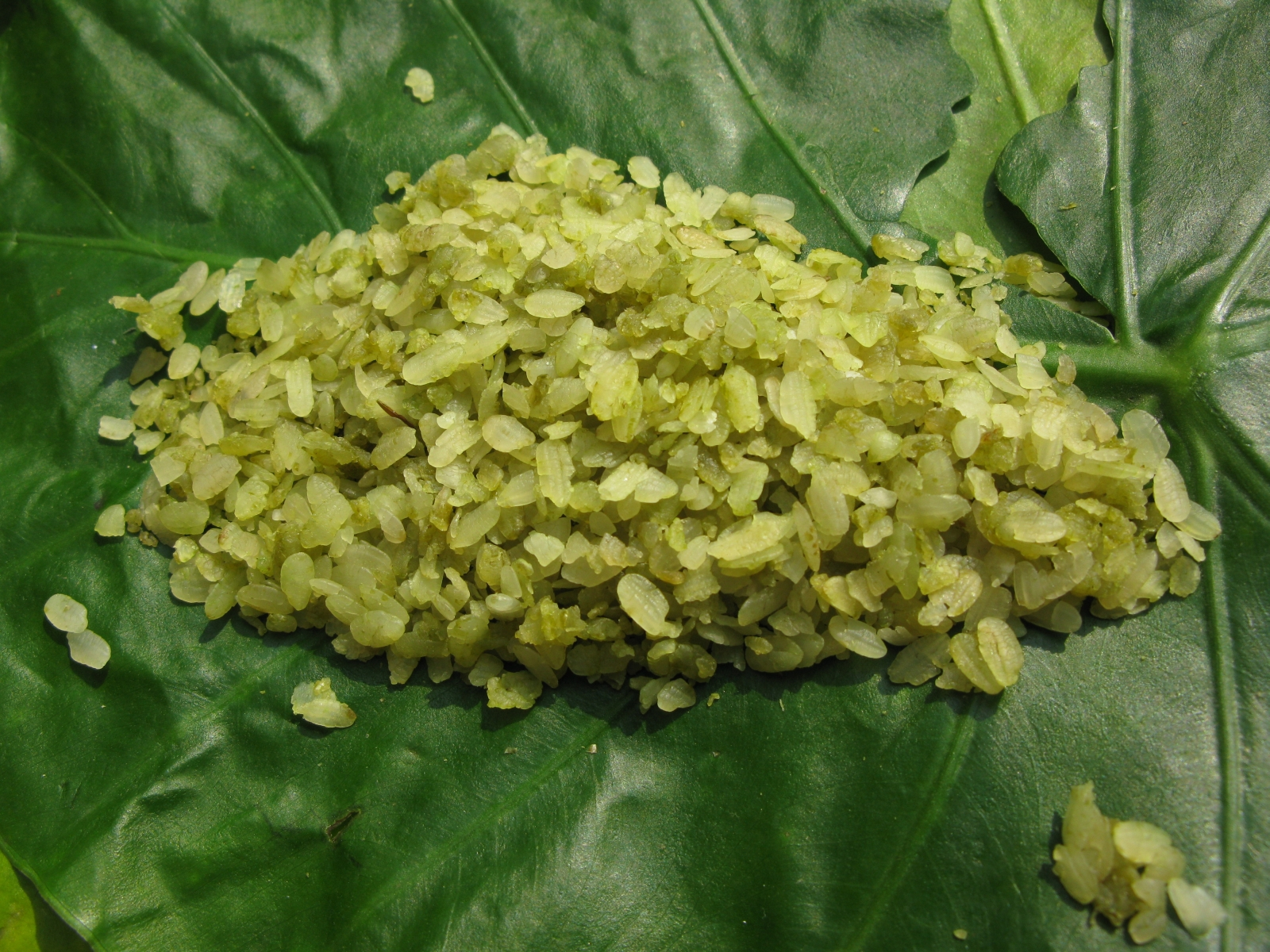
Ком зелений рис), страва, що традиційно асоціюється з осінню
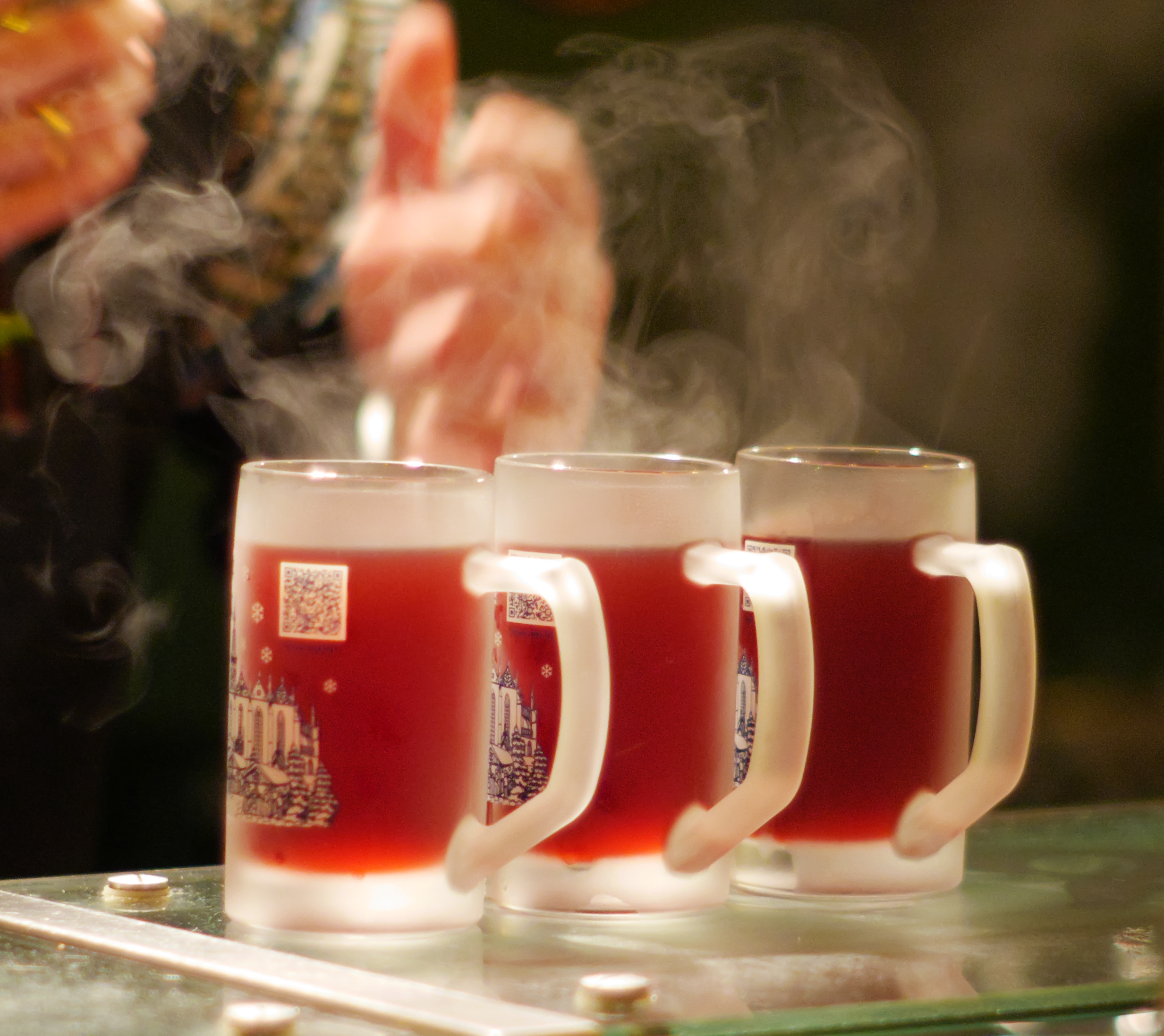
Глінтвейн - гарячий винний напій, який готують взимку.